# Marija Itkina
Marija Leont'evna Itkina (in russo Мария Леонтьевна Иткина?; Roslavl', 3 febbraio 1932 – Minsk, 1º dicembre 2020) è stata una velocista sovietica, campionessa europea dei 200, 400 e staffetta 4×100 metri.

## Biografia
In carriera vinse quattro medaglie d'oro ai campionati europei (tre in competizioni individuali e una in staffetta). Non riuscì mai a conquistare una medaglia olimpica, conseguendo quattro quarti posti (due in gare individuali e due in staffetta) e un quinto. Stabilì per quattro volte, fra il 1957 e il 1962, il record mondiale dei 400 m piani. Di religione ebraica, venne introdotta nel 1991 nella International Jewish Sports Hall of Fame.

## Palmarès
| Anno | Manifestazione  | Sede      | Evento      | Risultato  | Prestazione | Note                          |
| ---- | --------------- | --------- | ----------- | ---------- | ----------- | ----------------------------- |
| 1954 | Europei         | Berna     | 200 m piani | Oro        | 24"3        |                               |
| 1954 | Europei         | Berna     | 4×100 m     | Oro        | 45"8        |                               |
| 1956 | Giochi olimpici | Melbourne | 200 m piani | Semifinale | 24"3        |                               |
| 1956 | Giochi olimpici | Melbourne | 4×100 m     | 4ª         | 45"6        |                               |
| 1958 | Europei         | Stoccolma | 200 m piani | Bronzo     | 24"3        |                               |
| 1958 | Europei         | Stoccolma | 400 m piani | Oro        | 53"7        |                               |
| 1960 | Giochi olimpici | Roma      | 100 m piani | 4ª         | 11"4        | Miglior prestazione personale |
| 1960 | Giochi olimpici | Roma      | 200 m piani | 4ª         | 24"7        |                               |
| 1960 | Giochi olimpici | Roma      | 4×100 m     | 4ª         | 45"2        |                               |
| 1962 | Europei         | Belgrado  | 400 m piani | Oro        | 53"4        | Record mondiale               |
| 1964 | Giochi olimpici | Tokyo     | 400 m piani | 5ª         | 54"6        |                               |

## Altre competizioni internazionali
1965
- Coppa Europa di atletica leggera ( Kassel)